# 취향저격
〈취향저격〉은 대한민국의 음악 그룹 iKON의 노래이다. 아이콘의 첫 정규 음반 《WELCOME BACK》 발매에 앞서 선공개된 노래로, 2015년 9월 15일 발매되었다. 멜론, 벅스, 네이버 뮤직 등 각종 음원차트에서 장기간 1위를 유지하였고, 아이콘은 이 곡으로 데뷔하기도 전에 음악중심, 인기가요 등 음악 프로그램에서 1위를 차지하였다.

## 수상

### 음악 방송
| 프로그램          | 날짜            |
| ----------------- | --------------- |
| 쇼 음악중심 (MBC) | 2015년 9월 26일 |
| 인기가요 (SBS)    | 2015년 9월 27일 |
| 인기가요 (SBS)    | 2015년 10월 4일 |